# Castello di Ludlow
Il castello di Ludlow è un castello ormai disabitato e parzialmente in rovina che sorge nei pressi dell'omonima città. È collocato su un'altura che domina il Terme e nel Medioevo era un importante avamposto per controllare le Marche gallesi e come sede del governo inglese in Galles. Il castello venne probabilmente fondato da Walter de Lacy nel tardo XI secolo e rimase alla sua famiglia fino al 1115 anno in cui Hugh de Lacy morì senza lasciare eredi ed il castello andò alla corona fino a che Pain fitzJohn sposò Sibyl de Lacy, nipote del defunto Hugh che in dote portò il castello e molte altre proprietà. Durante l'Anarchia il cugino di Sibyl, Gilbert de Lacy, avanzò pretese sulla proprietà e durante quel periodo il castello passò di mano parecchie volte, anche se alla fine riuscì a tenerlo per sé. Fra il XII e il XIII secolo il maniero fu più volte ripreso dalla corona con lo scopo di assicurarsi la lealtà della famiglia Lacy che lo tenne, di nuovo, fino al XIV secolo quando passò, tramite matrimonio, ai Mortimer. Ruggero Mortimer, I conte di March vi risiedette a lungo e lo rimodernò e lo allargò. Nel 1772 il castello andò ai conti di Powys che lo ebbero in affitto dalla corona fino a che non lo comprarono nel 1811, attualmente il castello è amministrato dal The Trustees of the Powis Castle Estate

## La travagliata proprietà dei De Lacy

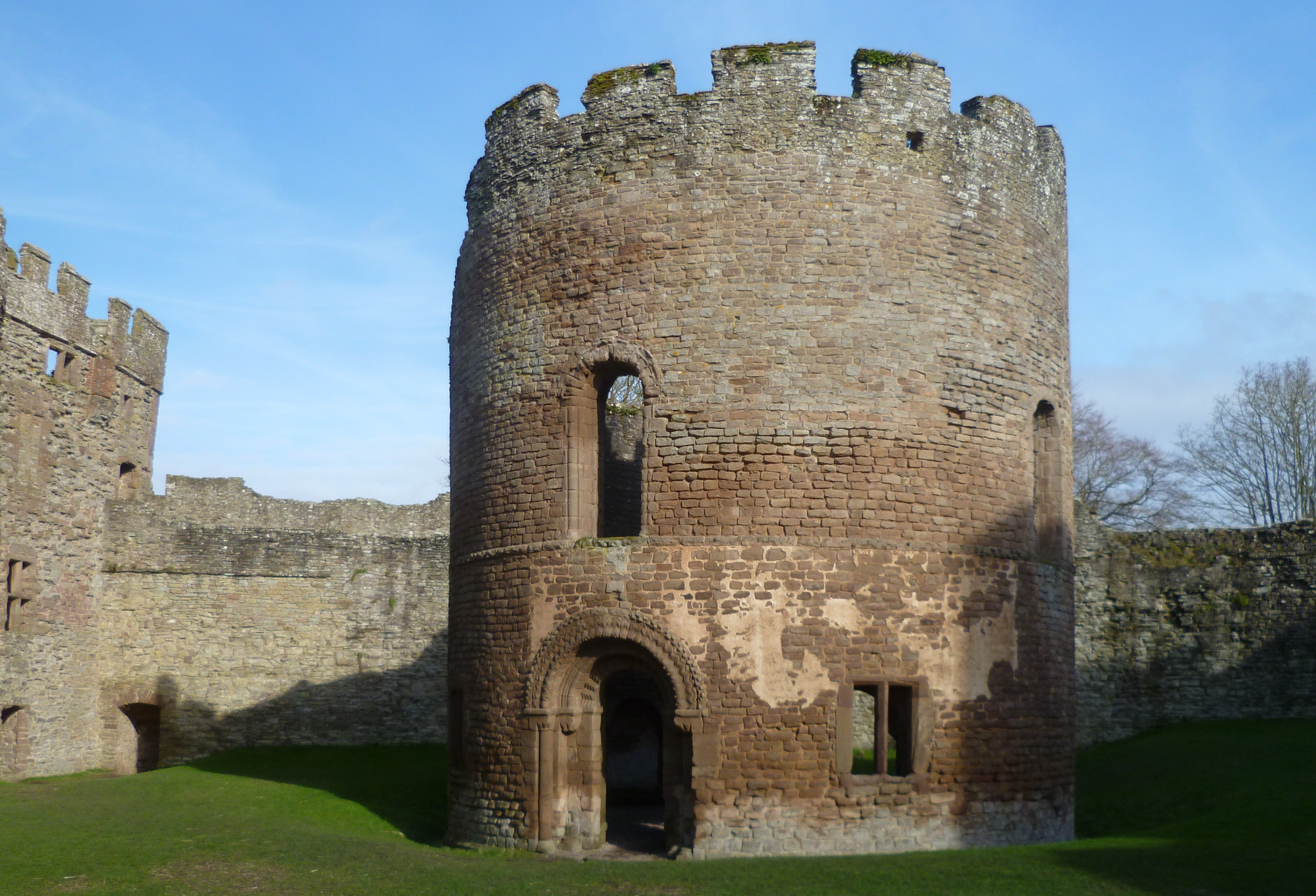
La Cappella Rotonda

Walter de Lacy arrivò in Inghilterra come membro della corte di William FitzOsbern, I conte di Hereford nel 1066, oltre al titolo a FitzOsbern vennero assegnate delle terre e in quel periodo sorsero numerosi castelli, alcuni dei quali con lo scopo di rendere più sicuri i confini con il Galles. Walter doveva essere il secondo di FitzOsbern poiché venne ricompensato con un gran numero di manieri e una rendita di 423 £ annue, almeno secondo il Domesday Book. Walter probabilmente costruì il maniero di Stanton Lacy attorno al 1085 e benché possedesse anche il castello di Ewyas Harold e di Weobley, entrambi nell'Herefordshire, presto la sua residenza più importante divenne il castello di Ludlow. La data di fondazione vera e propria è incerta giacché non esistono riferimenti precisi sul castello anteriori al 1139, anche se alcuni storici ritengono che la sua costruzione possa essere iniziata attorno al 1075. Walter morì nel 1085 per un incidente e gli successe il figlio Roger de Lacy (morto dopo il 1106), nel 1096 gli vennero portate via tutte le sue terre per aver cospirato contro Guglielmo II d'Inghilterra che vennero date a suo fratello Hugh. Quest'ultimo morì senza figli attorno al 1115 e il castello insieme alle altre proprietà di famiglia andaron alla corona. Il figlio di Roger, Gilbert de Lacy, provò invano ad avanzare delle pretese che il re ignorò completamente, comunque sia Roger che Hugh avevano anche una sorella, Agnes, la cui figlia Sibyl ricevette il castello per volere di Enrico I d'Inghilterra. Il re la fece sposare a Pain fitzJohn, probabilmente per i servizi che egli aveva reso al sovrano. A sud delle nuove proprietà di Pain si trovavano quelle di Miles di Gloucester, I conte di Hereford (1100-24 dicembre 1143) ed egli fece in modo di sposare la propria figlia Cecily con il primogenito di Gloucester, Roger Fitzmiles, 2nd Earl of Hereford nel gennaio del 1137 o 1138. Dopo la morte di Enrico avvenuta nel 1135 le incursioni dei gallesi entro i confini inglesi aumentarono in maniera esponenziale e durante un combattimento, nel 1137, una lancia colpì Pain alla testa provocandone la morte. Roger e Cecily pare che non fossero ancora sposati e la proprietà del castello divenne quindi oggetto di dubbio. Nello stesso periodo Stefano d'Inghilterra, nipote di Guglielmo il Conquistatore era venuto dalla Normandia per prendere il trono che Enrico aveva destinato all'unica figlia che aveva l'Imperatrice Matilde d'Inghilterra (1102-1167). Gilbert de Lacy ne approfittò quindi per recarsi da Stefano a perorare la propria causa circa i diritti che riteneva di avere su Ludlow. Nel dicembre 1137 Stefano firmò un documento secondo il quale Ludlow sarebbe rimasto a Cecily fino al momento del matrimonio con Roger, la primavera seguente il castello era già nelle mani di Gilbert. Nello stesso periodo Geoffrey Talbot (morto attorno al 1140), fratellastro di Sibyl de Lacy, prese i castelli di Ewyas Harold e Weobley. Il castello torna alle cronache nel 1139 quando viene assediato dallo stesso Stefano che vi si era recato per salvare il proprio alleato Enrico di Scozia. Alla morte di Gilber Ludlow passò a suo figlio Robert che morì senza lasciare eredi e la proprietà passò quindi al suo fratello minore Hugh de Lacy, signore di Meath nel 1162, dieci anni dopo Hugh prese parte all'invasione normanna dell'Irlanda e per questo venne creato Signore di Meath, egli passava molto tempo lontano da Ludlow e quando, nel 1177, la sua Signoria venne riconfermata Enrico II d'Inghilterra gli requisì il castello, forse nel tentativo di assicurarsi la sua lealtà anche dal di là del mare. Ludlow venne affidato alla custodia di Thurstan fitzSimon che la detenne fino al 1190, quando Hugh morì il 25 luglio 1186 suo figlio Walter era ancora minorenne e la proprietà venne tenuta in custodia dalla corona. Nel 1194 Riccardo I d'Inghilterra requisì di nuovo Ludlow poiché Walter aveva razziato le terre di Giovanni Senza Terra in Irlanda. A quel tempo Giovanni era in aperto conflitto con il fratello Riccardo e Walter aveva creduto, a torto, che il re avrebbe approvato tali incursioni. Walter provò ad offrire 1.000 £ per riavere indietro le sue proprietà, ma l'offerta venne ignorata, solo nel 1198 venne trovato un accordo che prevedeva il pagamento di 3.100 £. L'anno seguente le due figlie che Josceline Dinan aveva avuto con Sibyl de Lacy chiesero al re di poter avere accesso alla proprietà di Ludlow, ma tale richiesta venne respinta.

## Dai Lacy, ai Mortimer
Walter de Lacy tornò in Irlanda nel 1201 e la corona prese nuovamente in custodia il castello così da assicurarsi la lealtà della famiglia e la custodia venne data a Guglielmo de Braose, IV signore di Bramber, suocero di Walter e favorito di Giovanni Senza Terra che era succeduto al fratello Riccardo. I rapporti di Guglielmo con il re si deteriorarono a tal punto che nel 1208 egli si servì del castello di Weobley per attaccare le forze del sovrano, inseguito da Giovanni Guglielmo fu costretto a scappare in Irlanda per cercare rifugio dal genero Walter che per placare il re gli offrì la sua proprietà. Quest'offerta non placò Giovanni, Guglielmo, Walter e suo fratello Hugh de Lacy, I conte dell'Ulster (1176 circa-26 dicembre 1242) furono esiliati in Francia e Ludlow requisito dalla corona. Nel 1213 Walter scrisse al re pregandolo di poter tornare e l'anno seguente tutte le sue proprietà, eccetto Ludlow, tornarono a lui, per riaverlo insieme alle sue terre in Irlanda Walter dovette pagare 4.000 £. Il 5 luglio 1223 il castello fu il teatro dell'incontro fra Enrico III d'Inghilterra e Llywelyn il Grande dove si negoziò una pace a seguito delle razzie che i gallesi avevano di recente effettuato nello Shropshire, tali negoziati furono infruttuosi. Nello stesso anno Hugh de Lacy andò in Irlanda per riappropriarsi delle terre che erano state della sua famiglia prima dello scontro con Giovanni, Waltern non seguì il fratello in questa ribellione ed anzi lo seguì con lo scopo di sottometterlo. A partire dalla Pasqua del 1224 i castelli di Ludlow e Trim furono sottoposti alla custodia della corona, con una breve pausa nel maggio seguente. A partire dalla metà del decennio del 1230 Walter aveva accumulato numerosi debiti e per farvi fronte decise di vendere Ludlow al sovrano nel 1238, più o meno nello stesso periodo morì il suo figlio maggiore ed alla sua morte avvenuta nel 1241 le sue figlie Matilde de Lacy e Margaret ereditarono il castello, esse erano ancora bambine e durante la loro minore età la proprietà fu amministrata dalla corona. Le proprietà dei De Lacy furono divise fra le sorelle e Ludlow andò a Matilde e di conseguenza a suo marito Pierse de Genève che morì nel 1249, nel 1252 essa si risposò con Geoffrey de Geneville. Nel febbraio 1263 l'esercito inglese si riunì ad Hereford e Ludlow per far fronte alle incursioni gallesi guidate da Llywelyn Ein Llyw Olaf ap Gruffydd, in quello stesso periodo Simone V di Montfort ne approfittò per ribellarsi ad Enrico III che dovette necessariamente stornare la propria attenzione dal Galles per portarla sui dissidi interni al regno. Montfort lavorò con i gallesi per attaccare le proprietà di coloro che erano leali al re nell'Herefordshire e dopo che diversi castelli vennero catturati, nel tardo 1264 cadde anche Ludlow che venne ripreso dalle forze realiste l'anno seguente rimanendo nelle loro mani fino alla fine del conflitto. La figlia maggiore di Matilde de Lacy, Giovanna de Geneville, II baronessa di Geneville, sposò Ruggero Mortimer, I conte di March nel 1301 ed egli divenne Signore di Ludlow. Nel 1323 lui e molti altri nobili dovettero riparare in esilio dopo che si erano scagliati contro Hugh le Despenser, I conte di Winchester, uno dei favoriti di Edoardo II d'Inghilterra e mentre era lontano s'incontrò con la moglie di Edoardo, Isabella di Francia ed insieme iniziarono a complottare per mettere sul trono il principe Edoardo. Nel 1327 Edoardo II venne deposto e al trono salì il quattordicenne Edoardo III e poiché era ancora minorenne Isabella e Ruggero, ora amanti, governarono in suo nome. Ruggero usò il proprio potere per accaparrarsi le terre che i conti di Arundel avevano nello Shropshire ed in quel periodo fu creato Conte di March, era il 1328. Nel castello Ruggero fece anche costruire una cappella per commemorare la propria fuga da un tentativo di cattura. Uno dei pronipoti di Ruggero, Edmondo Mortimer (1376-1409), nel 1402 partì da Ludlow insieme al proprio esercito per fronteggiare gli uomini di Owain Glyndŵr, i due combatterono alla Battaglia di Bryn Glas dove Edmondo venne catturato. Poiché non poteva pagarsi la libertà con un riscatto egli sposò una delle figlie di Owain, egli trovò poi la morte durante l'assedio del castello di Harlech del 1409.

## Dai Tudor ai Dudley
Nel tardo XV secolo il castello finì sotto la custodia di Riccardo Plantageneto, III duca di York che ne fece la propria base per la Guerra delle due rose, nel 1459 venne preso dai Lancaster e tornò nelle mani degli York nel 1461 che ne fecero un palazzo reale. Nel 1472 Edoardo IV d'Inghilterra vi mandò il figlio Edoardo ed il fratello minore Riccardo (che più tardi divennero tragicamente noti come i Principi nella torre) a vivere lì, in quello stesso periodo il castello divenne anche sede del Governo per il Galles ed i suoi Confini. Nel 1501 Enrico VII d'Inghilterra mandò il suo primogenito Arturo Tudor a Ludlow insieme alla sua giovane moglie Caterina d'Aragona e lì il principe morì nella primavera seguente lasciando il trono al fratello minore Enrico VIII d'Inghilterra che ne sposò la vedova. Anche la figlia di Enrico e Caterina, Maria, che era la loro unica figlia ed erede passò lì tre anni, dal 1525 al 1528. Quando il vescovo Rowland Lee (1487-23 gennaio 1543) ispezionò gli armamenti del castello nel Natale del 1534 trovò gravi carenze, le frecce non avevano archi con cui essere scagliate, i cannoni non avevano ne polvere da sparo, ne pietre con le quali essere utilizzati e anche se trovò delle corazze non vide ne armature di maglia, ne elmetti. Lee fece fare anche qualche lavoro sulle fondazioni che, a suo parere, non venivano toccate da circa un secolo. Quando al trono salì Elisabetta I d'Inghilterra ella mandò a Ludlow il nuovo presidente per il Governo del Galles e dei suoi Confini, tale Henry Sidney che apportò al castello diverse migliorie, ingrandimenti e cambiamenti. Fra i suoi figli si ricordano i poeti Mary Sidney e suo fratello Philip Sidney, mentre la prima venne istruita in casa, il secondo andò a vivere come pensionante presso la Scuola di Shrewsbury. La loro sorella Ambrosia morì a Ludlow quand'era poco più che bambina e in sua memoria venne eretta la Chiesa di San Lorenzo presso il villaggio. In quell'occasione Elisabetta scrisse alla moglie di Sidney, Mary Dudley, invitando la giovane Mary ad andare a corte per sottrarsi all'aria malsana di Ludlow. Nel 1577 lo zio di Mary, Robert Dudley, I conte di Leicester, organizzò il suo matrimonio con Henry Herbert, II conte di Pembroke che nel 1586, alla morte del suocero, ne subentrò alla carica.

## Il lento declino
Nel 1642 con lo scoppio della Guerra civile inglese Ludlow divenne una roccaforte dei Realisti e venne duramente assediato dai Parlamentaristi e i primi vennero forzati ad una resa per evitare che il castello venisse distrutto. Quando la guerra finì il castello tornò ad essere la sede per il Governo del Galles e dei suoi Confini finché, nel 1669, Guglielmo III d'Inghilterra ne spostò la sede a Londra dando inizio al lento declino del castello. Nel 1689 divenne sede dei Reali fucilieri del Galles, ma poco dopo venne definitivamente abbandonato ed iniziò il suo inevitabile declino. Dal 1772 il conte di Powis George Herbert, II conte di Powis (7 luglio 1755-16 gennaio 1801) iniziarono a prendere in affitto il castello dalla corona e lo acquistarono nel 1811, ancora oggi, benché amministrato da un ente, il castello appartiene a loro.

## L'architettura
Il castello di Ludlow sorge su un alto promontorio roccioso e il villaggio omonimo è collocato nella vallata, verso est, mentre verso sud ed ovest il terreno scende a strapiombo verso i fiumi Terme e Corve, che scorrono circa 30 metri più in basso. La struttura è a pianta rettangolare e si divide in due grosse parti, una corte esterna che occupa l'angolo di nord-ovest e un'altra corte più esterna. Una terza parte, conosciuta come la corte più interna, è stata fondata nel XIII secolo. La lunga storia del castello si vede anche nella sua architettura, sono infatti riconoscibili gli stili dell'Architettura normanna, medievale e quella dello Stile Tudor.